# Laurens Hammond
Laurens Hammond (11 de enero de 1895 - 3 de julio de 1973) fue un ingeniero e inventor estadounidense, inventor del órgano Hammond.

## Juventud
Laurens Hammond, nacido en Evanston, Illinois, fue hijo de William Andrew e Idea Louise Strong Hammond. Laurens mostró sus grandes proezas técnicas desde edades tempranas. Su padre, William, se suicidó en 1898, probablemente debido a las presiones de llevar adelante el Primer Banco Nacional (First National Bank) del cual fue fundador. Tras la muerte de su marido, Idea, que era un artista de comercio, se trasladó a Francia con Laurens para seguir sus estudios. Fue durante esta estadía en Francia que Laurens comenzó a desarrollar varias de sus primeras invenciones.

## Primeras invenciones
Cuando su familia retornó a Evanston, Laurens, que en esa época tenía 14 años hablaba el francés y el alemán tan bien como su lengua nativa el inglés. Para esa época ya había diseñado un sistema de transmisión automática para automóvil. A sugerencia de su madre, mandó su diseño a ingenieros del fabricante de automóviles Renault, pero fue rechazado.

## Universidad
Laurens estudió ingeniería mecánica en la Universidad Cornell y fue miembro de la fraternidad Delta Upsilon. Se graduó con notas honoríficas en 1916. Para esta época sus pensamientos estaban principalmente enfocados en la ya desatada Primera Guerra Mundial y Laurence hizo su contribución a la guerra sirviendo en la Fuerza Expedicionaria Americana en Francia.

## Invenciones
Luego, se mudó a Detroit, en donde tuvo la suerte de ocupar el puesto de jefe de ingenieros de la Compañía Gray Motor, un fabricante de motores marítimos. En 1920, inventó un reloj con calendario incluido. Esta invención supuso para Laurens el suficiente dinero como para dejar la compañía Gray Motor y alquilar su propio espacio de trabajo en la ciudad de Nueva York, en donde desarrolló el motor eléctrico síncrono que usaría más adelante como base de la fabricación de sus relojes eléctricos y que en última instancia desembocaría en la invención del órgano basado en ruedas fónicas ("tonewheel organ" en inglés). 
En 1922, inventó el sistema Teleview (películas animadas estereográficas) que constaba en lentes especiales para los espectadores y un filme en 3-D. Se realizó una producción cinematográfica especialmente para este sistema llamada Radio-Mania ese año. Hammond tuvo buenas críticas pero los problemas económicos al instalar una maquinaria tan cara dentro de un cine mataron prematuramente el éxito del proyecto. 
Hammond no era un músico aunque conocía a fondo las artes musicales. Así y todo apreciaba los grandes beneficios de la música para la población y tuvo la brillante idea de aplicar alguna de sus invenciones anteriores en este campo para traerle a las masas una forma más sofisticada de hacer música. Fue así que en 1933 centró su atención en el desarrollo de un órgano electrónico. Compró un piano usado y procedió a sacarle todo menos aquellas partes relacionadas con el teclado. Usando el teclado del piano como controlador pudo experimentar métodos para generar sonidos hasta que encontró lo que buscaba: el generador de rueda sónica. La asistente de tesorería de la compañía, W. L. Lahey, era organista en la Iglesia Episcopal de San Christopher. Fue así que Laurens le pedía su opinión sobre el tipo y calidad del sonido generado por el nuevo instrumento. Con la experiencia en ingeniería y manufactura que ya contaba, Laurens logró enviar a producción un diseño de muy buena calidad. El gran número de órganos Hammond que todavía hoy siguen funcionando regularmente es un testimonio de la buena calidad del diseño y ejecución originales. 
Laurens patentó el invento el 19 de febrero de 1934. En ese entonces el desempleo era un gran problema debido a la Gran Depresión y con esto en mente los agentes de patentes se apresuraron a garantizar la aplicación de Hammonds con la esperanza de crear nuevas oportunidades de trabajo en esta área.

## Militar
La Segunda Guerra Mundial le dio a Laurens nuevas áreas en donde exhibir su gran nivel técnico. Ayudó a diseñar los controles del misil guiado y tiene patentes por sensores de seguimiento lumínico e infrarrojo para la guía de bombas. 

## Retiro
Laurens Hammond dejó su cargo de presidente de su compañía en 1955 para tener más tiempo para investigar y desarrollar nuevas ideas. El 12 de febrero de 1960, a la edad de 65 años se retiró. En ese entonces, en 1960, dejó 90 patentes y dejaría 20 más antes de morir. 
Para la época en que murió Laurens había 31 fabricantes de órganos eléctricos, número que se incrementaría pasados los años 70, dada la demanda de órganos eléctricos de fácil ejecución para el hogar.
- Datos: Q123678
- Multimedia: Laurens Hammond / Q123678